# High School Musical 3: Senior Year
Liceul Muzical 3: Anul absolvirii este al 3-lea film din seria Liceul muzical. A fost lansat în cinematografe pe data de 24 octombrie 2008. Filmul urmărește povestea celor 6 elevi: Troy, Gabriella, Sharpay, Ryan, Chad și Taylor, care se confruntă cu problemele despărțirii după absolvirea liceului. Cu ajutorul celorlalți colegi, ei pregătesc un spectacol muzical numit "Anul absolvirii" (senior year).

## Povestea
Filmul începe cu ultimul meci de baschet al anului, unde echipa East High Wildcats este condusă la pauză de către rivala West High Knights. Căpitanul Troy le ridică moralul coechipierilor (Now or never) și echipa iese triumfătoare, mulțumită coșului câștigător al noului coechipier Jimmy "Rachetă" Zara. Mai târziu, la petrecerea de după joc, Troy și Gabriella se gândesc la viitor și își doresc ca ultimele zile la liceul East High să dureze cât mai mult (Right here, right now).
Sharpay o întâlnește pe Tiara Gold, o elevă nouă, și o angajează ca asistentă personală. Kelsi îi trece pe lista muzicalului de primăvară pe aproape toți colegii ei. La repetiții, doamna Darbus anunță că Julliard are în vizor 4 elevi: Kelsi, Sharpay, Ryan și Troy. Sharpay își dorește mult acel loc și încercă să-l convingă pe Ryan să obțină cel mai bun cântec de la Kelsi (I want it all).
Ziua următoare, Troy o invită pe Gabriella la bal și învață de la ea cum să danseze vals (Can I have this dance). Chad este refuzat de Taylor dar în cele din urmă aceasta acceptă când este invitată de față cu toți colegii. Grupul repetă pentru muzical (A night to remember). Ryan o invită pe Kelsi la bal (Just wanna be with you) iar Troy și Chad depănează amintiri din trecut (The boys are back). Sharpay află că Gabriella este invitată într-un program de îndrumare la Standford și îl convinge pe Troy s-o facă să accepte. Gabriella pleacă (Walk away) și Sharpay îî ia locul în muzical.
Troy și tatăl său au o mică ceartă pe tema colegiului iar Troy este tot mai confuz, neștiind ce să aleagă dintre colegiul dorit de tatăl său și unul mai aproape de Gabriella (Scream). Doamna Darbus îî mărturisește lui Troy că ea este cea care l-a înscris la colegiul Julliard. Când Gabriella îl sună pe Troy să-i spună că nu se mai întoarce pentru balul de absolvire, Troy se duce la Gabriella pentru a-și petrece ultima zi la liceul East High cu ea (Can I have this dance).
Muzicalul începe iar Jimmie "Rachetă" este nevoit să-l înlocuiasca pe Troy. Troy si Gabriella ajung în a doua jumătate a muzicalului și cântă un duet. Bursele către Julliard merg la Ryan și Kelsi iar Troy dezvăluie că a ales să meargă la Berkley, un colegiu aproape de Standford, unde poate să joace baschet dar în acelaș timp și să facă teatru(We're All in This Together (Graduation Mix)). 
Troy ține un discurs și toți colegii lui absolvesc liceul East High (High school musical)

## Distribuția
- Zac Efron - Troy Bolton
- Vanessa Hudgens - Gabriella Montez
- Ashley Tisdale - Sharpay Evans
- Lucas Grabeel - Ryan Evans
- Corbin Bleu - Chad Danforth
- Monique Coleman - Taylor McKessie
- Olesya Rulin - Kelsi Nielsen
- Chris Warren, Jr. - Zeke Baylor
- Ryne Sanborn - Jason Cross
- Kaycee Stroh - Martha Cox
- Jemma McKenzie-Brown - Tiara Gold
- Matt Prokop - Jimmie "Rachetă" Zara
- Alyson Reed - Dna. Darbus
- Bart Johnson - Antrenorul Jack Bolton

## Numere muzicale
| Cântec                                        | Cântată de                                                               | Scenă                                                           | Note |
| --------------------------------------------- | ------------------------------------------------------------------------ | --------------------------------------------------------------- | --- |
| "Now or Never"                                | Troy, Gabriella, Chad, Zeke, Jason, Martha, și Majoretele                | Sala de sport a Liceului East High                              | Meciul de baschet din campionat |
| "Right Here, Right Now"                       | Troy și Gabriella                                                        | Căsuța din copac a lui Troy                                     | Petrecerea de după meci, acasă la Troy |
| "I Want It All"                               | Sharpay și Ryan                                                          | Cantina liceului East High                                      | Sharpay și Ryan "visând cu ochii deschiși" |
| "Can I Have This Dance?" (Prima strofă)       | Troy și Gabriella                                                        | Acoperișul liceului East High                                   | Gabriella îl învață pe Troy să danseze vals. |
| "A Night to Remember"                         | Troy, Chad, Gabriella, Jason, Zeke, Taylor, Martha, Kelsi, Sharpay, Ryan | Amfiteatrul liceului East High                                  | Repetiții pentru spectacolul muzical |
| "Just Wanna Be with You"                      | Ryan and Kelsi; Troy și Gabriella                                        | Amfiteatrul și sala de muzică a liceului East High              | O declarație de dragoste în sala de muzică |
| "The Boys Are Back"                           | Troy și Chad                                                             | Depozitul de vechituri auto                                     | Troy și Chad depănează amintiri |
| "Walk Away"                                   | Gabriella                                                                | Casa Gabriellei                                                 | Gabriella plecă la Universitatea din Stanford |
| "Scream"                                      | Troy                                                                     | Diverse locații ale liceului East High                          | Decizia lui Troy de a alege Teatrul și Baschetul |
| "Can I Have This Dance?" (A doua strofă)      | Troy și Gabriella                                                        | Universitatea Stanford \ Amfiteatrul liceului East High         | Troy o convince pe Gabriella să se întoarcă la East High |
| "Senior Year Spring Musical"                  | Kelsi, Ryan, Chad, Sharpay, Jimmie, Troy, Gabriella și Tiara             | Amfiteatrul liceului East High (The Spring Musical performance) | Muzicalul cuprinde: Last Chance cu Kelsi & Ryan, Now or Never cu Chad și Baschetbalistii, I Want it All cu Ryan și Dansatorii, Just Wanna Be with You cu Sharpay, Jimmy, Troy, Gabriella, and the Ensemble, și A Night to Remember cu Tiara, Sharpay, and corul. |
| "We're All in This Together (Graduation Mix)" | Troy, Gabriella, Sharpay, Ryan, Chad, Taylor și corul                    | Amfiteatrul liceului East High /ceremonia de absolvire          | O versiune mai lentă a aceluiași cântec din primul film High School Musical |
| "High School Musical"                         | Troy, Gabriella, Sharpay, Ryan, Chad și Taylor                           | Ceremonia de absolvire pe terenul de fotbal                     | Scena finală a trilogiei High school Musical |